# 松井忠夫
松井 忠夫（まつい ただお、1927年3月1日 - ）は、日本の射撃競技（ピストル種目）選手。警視庁所属の警察官。1960年ローマオリンピックに出場した。

## 経歴
神奈川県出身。京北実業学校（のちの京北商業高等学校、京北学園白山高等学校）卒業。1960年ローマオリンピックには、男子フリー・ピストル種目で参加。